# Det underbara skåpet
Det underbara skåpet var en vandringsutställning som genomfördes av den statliga myndigheten Riksutställningar mellan åren 1967 och 1968. Utställningen var i grunden ett förslag på hur museiverksamhet skulle kunna se ut i framtiden och hur föremål från olika typer av museer kunde användas i skolsammanhang. Det underbara skåpet var den första vandringsutställning som i sin helhet producerades av Riksutställningar.

## Bakgrund
Det underbara skåpet fick stor uppmärksamhet för sin utformning och sitt innehåll. Tillsammans med Riksutställningars Upptäcka – uppleva visades utställningen upp på Liljevalchs konsthall som ett exempel på nytänkande inom utställningsproduktion.
Upprinnelsen kan hittas i 1960-talets diskussion om hur den svenska museiverksamheten skulle utformas i framtiden. Kritiska röster menade att museerna behövde förnya sig och få en mer aktiv roll i samhällsliv och debatt.
Utställningen Det underbara skåpet tillkom i den andan, ”att med hjälp av material lånat ur svenska samlingar och genom medverkan av skilda konstarter ge en uppfattning om vilka möjligheter som museerna har att förmedla ett budskap, vidga vår erfarenhetssfär och berika våra vardagsupplevelser”.
Utställningen ville också bidra till en inspirerande utbildningsmiljö för både elever och lärare. I utställningen ingick stationer vars innehåll hade utformats för olika åldrar, som kunde leka och bygga med det utställa materialet, under ledning av sina lärare. Bland annat fanns det möjlighet för lågstadieelever att prova historiska kostymer och leka med kopior av äldre bruksföremål, anpassade för att passa skolornas undervisning i historia och geografi. Arrangörerna uppmanades samtidigt att anordna kringaktiviteter som konserter, teater, barn- och experimentfilm i samarbete med Svenska filminstitutet.
En del av syftet med Det underbara skåpet var att utmana det växande intresset för att se på tv. Det fanns flera fördelar med en fysisk utställning jämfört med tv-soffan, resonerade ansvariga på Riksutställningar. Myndigheten propagerade för den tredimensionella upplevelsen av utställningslokalen men också de tredimensionella föremålen som ställdes ut.
Det underbara skåpet fick stor uppmärksamhet för sin utformning och sitt innehåll. Tillsammans med Riksutställningars Upptäcka – uppleva visades utställningen upp på Liljevalchs konsthall som ett exempel på nytänkande inom utställningsproduktion.

## Tema
Utställningens fullständiga namn var Det underbara skåpet eller Berättelsen om de märkliga ting man kan finna i ett museum.
Arbetsnamnet var Ting – eftersom målet var att få ”tingen att tala”, att berätta sin egen historia, enligt utställningskatalogen. Syftet var bland annat att undersöka hur museernas material – konst och föremål – skulle kunna användas för att ge människor nya upplevelser och erfarenheter. I centrum stod en kopia av Sveriges konung Gustav II Adolfs kuriosakabinett, det Augsburgska konstskåpet, vilket fick symbolisera museala dyrgripar, unika och värdefulla föremål som förknippas med museiverksamhet.

En annan ambition var att lyfta fram utställningsrummet och de tredimensionella föremålens förmåga att engagera alla sinnen, i en tid när tv-mediet blivit allt mer dominerande. Så här uttryckte sig utställningskatalogen, som citerade Riksutställningars ordförande Lennart Holm:
Har Det underbara skåpet – från kuriosakabinett till museet – något att ge dagens människor? Eller har fotografi, film och TV öppnat världar och rymder för våra ögon som gör skådesamlingen hopplöst efterbliven? ”Vi vet att det finns en enastående museitradition att bevara, och vi vet att museerna har starka konkurrenter om den stora publiken. Skall museer och utställningar stå sig i den konkurrensen måste de uppfylla två krav. De måste få tingen att tala, både i kraft av sitt unika egenvärde och av sin historiska, geografiska, sociala och konstnärliga äkthet. De måste också få åskådaren att lyssna till de talande tingen, och lyssna aktivt/…/. Då fyller de en uppgift i en värld där orientering och självständig åsiktsbildning är livsvillkor. Och de gör det kanske på ett öppnare sätt än andra media. De ger fria tolkningsmöjligheter, de ger associationer och inspiration. De ger anledning till diskussion. De gör möjligheter att återvända. Det underbara skåpet är ett försök att få tingen – några få ting från olika museiområden – att tala. Vi tror att de är värda att lyssna till”.
Det underbara skåpet bjöd på en blandning av så kallat högt och lågt, traditionella museiföremål med vardagsföremål av plast. Bland annat skapade en amerikansk arméjacka med ett antibombmärke en debatt om vilka samtidsföremål som Sveriges museer skulle köpa in till sina samlingar.
”Om ingen börjar samla nu på de föremål vi kallar skräp, så kommer vår tid att bli en föremålslös period i historien”, står det i utställningens broschyr Det underbara skåpet – Vägledning för besökare.
Utställningen byggde till stor del på delaktighet av besökarna och bestod av en sorts olika stationer som skulle passa olika åldrar. Särskilda lekrum hade anpassats för de minsta barnen där de i sällskap med förskollärare fick bygga och leka med inspiration av utställningsföremålen. Lågstadieeleverna kunde prova historiska kostymer och leka med kopior av äldre bruksföremål som hade anpassats för att passa skolans undervisning och kursplan i historia och geografi. De som arrangerade utställningen uppmanades att ordna konserter och teater eller visa barn- och experimentfilm i samarbete med Svenska Filminstitutet.

## Produktion
För produktion och idé stod Riksutställningar. Producent var Ingemar Tunander, vid Gävle museum, och som formgivare fungerade Henk Brass och Tord Larsson, med rötter i reklambranschen. Utställningsbyggare och kommissarier var Ingemar Tunander och Per Kåks vid Riksutställningar.
Materialet som användes var föremål, arkivhandlingar, fotografier, filmer och litteratur ur svenska museisamlingar, arkiv och bibliotek.
Utställningen krävde 225 kvadratmeter i golvyta.

### Skåpet
En kopia tillverkades av Gustav II Adolfs kuriosakabinett, Augsburgska konstskåpet, inför utställningen. Skåpet var en gåva av staden Augsburg till den svenske kungen 1632, under trettioåriga kriget, och förvaras på Uppsala universitetsmuseum – Museum Gustavianum. Konstruktionen har synliga lådor och hemliga fack med plats för hundratals föremål. Konstskåpet har beskrivits som ett universalmuseum i miniatyr med systematiskt grupperade föremål som representerade 1600-talets världsbild i form av konst och naturvetenskap.

### Utställningens delar
Det underbara skåpet bestod av nio olika avdelningar:
1. Det underbara skåpet (Augsburgska konstskåpet).
2. Skålen (Dryckeskärl och skålseden).
3. Präst av sin tid (Kyrkoherden G.F. Hjortberg – en företrädare för 1700-talets livssyn).
4. Djur som inte finns (Garfågelns öde).
5. Vi och dom (Hur människor ur främmande kulturer sett på oss).
6. Tänk på ett tal (Från kulram till datamaskin).
7. Snäckan och döden (Snäckfebern – problem i utvecklingen).
8. Köp, slit-spara (Funderingar kring köp-slit-slängkulturen).
9. Sinnesupplevelse (De utvalda konstverken för representera en viss funktion).

## Turné
Utställningen öppnades i Falun 7/10 1967 och avslutades i Växjö 29/12 1968.

### Visningsorter
Det underbara skåpet visades huvudsakligen på museer på orterna: Falun, Uppsala, Sundsvall, Östersund, Skellefteå, Umeå, Gävle, Stockholm, Läckö, Varberg, Göteborg, Trelleborg, Växjö.

### Aktiviteter
Visningarna präglades av kompletterande aktiviteter enligt ett programschema. Nedanstående gäller Gävle museum, 25 april till 19 maj 1968:
Torsdag 25/4, kl 19.30 – Skåpet öppnas av chefen för Riksutställningar, Gunnar Westin, musik 15.00-17.00. Visningar.
Söndag 5/5, kl 15.00 – Teater alla tider. Elisaweta och Tomas Ungewitter från Stockholms ABF:s öppna teater spelar comedia dell'arte, Shakespeare, Strindberg och Brecht. Samarrangemang med ABF i Gävle.
Tisdag 7/5, kl 19.30 – Vad är indoktrinering? Författaren Göran Palm.
Onsdag 8/5, kl 19.30 – Ting-service. Allmänheten får fråga om antikviteter, konservering mm. Ingemar Tunander, Alf Hedman och Barbro Gustafson svarar.
Torsdag 9/5, kl 19.30 – Film. Krönikefilmer om Gustaf Wasa och Gustaf II Adolf.
Söndag 12/5, kl 14.00 – Poster 68. Museet öppnar sin internationella affischutställning.
Onsdag 15/5, kl 19.30 – Skål och skålens historia. Intendent Bo Lagercrantz, Stockholm, kåserar.
Torsdag 16/5, kl 19.30 – Film. Krönikefilmer om kungens karoliner och Gustaf III och hans tid.
Söndag 19/5, kl 14.00 – Vi och dom. Etnograf Lars Fagerlund kåserar. Kl 15.00 – Scheinkvartetten framför musik, från Purcell till Berwald.

### Besöksfakta
Cirka 45 000 personer beräknas ha sett Det underbara skåpet. Totalt genomfördes cirka 600 visningar för skolklasser, allmänheten och speciella grupper.

## Reaktioner
Smålandsposten: ”Idégivarna har verkligen lyckats med ’Det underbara skåpet’. Det är nämligen en utställning som engagerar och tvingar besökaren att göra jämförelser i tiden, med nutid och forntid, samt diskutera den situation vi upplever i dag.”
Folkbladet Östgöten: ”Ambitionens sikte är ställt mycket högt. För många, liksom för mig framträder inte utställningsidén tillräckligt klart så länge man befinner sig i lokalen, upptagen av varje tings sakvärde. Först efteråt då man med hjälp av kataloger och arbetsuppgifter går igenom varje saks sammanhang klarnar relationerna, de stora sammanhangen. Utställningen är kanske svår men i så fall beror det mycket på att de murar den söker riva är mycket höga och kära.”
Sydsvenska Dagbladet: ”Utställningen ’Det underbara skåpet’ på Trelleborgs museum, har nu pågått i snart två veckor och man börjar kunna skönja tendensen på publikreaktionen. Publiken har till största delen bestått av elever från stadens skolor och de flesta har reagerat positivt. Vidare har den ’fasta’ museipubliken kommit i något större utsträckning än vanligt. S.k. ’vanliga’ museibesökare, som slinker in för att de inte har något annat att göra, har däremot nästan totalt lyst med sin frånvaro”.
Göteborgs-Posten: ”Utställningstekniskt har det blivit en fullträff./…/Bara som exempel på hur en utställning skall göras lättillgänglig, behaglig och ändå fackmässig fyller ’Det underbara skåpet’ en viktig funktion”.
Göteborgs-Posten, insändare av Klass 9A i Kålltorpsskolan: ”Utställningen ’Det underbara skåpet’ i Kronhuset är en av de intressantaste vi har sett. Det är inte bara en massa dammiga museiföremål, utan sådana saker som rör oss i dag. Exempelvis u-hjälp, massproduktion och sjukdomar. Guiden Leif Johansson, som visade oss runt, berättade mycket fängslande om föremålen. Hoppas många ungdomar får tillfälle att besöka denna utställning!”.